# Javhlant (distrikt i Mongoliet)
Javhlant (mongoliska: Жавхлант Сум, Жавхлант) är ett distrikt i Mongoliet.   Det ligger i provinsen Selenga, i den centrala delen av landet, 200 km norr om huvudstaden Ulaanbaatar.